# Holzwasser's

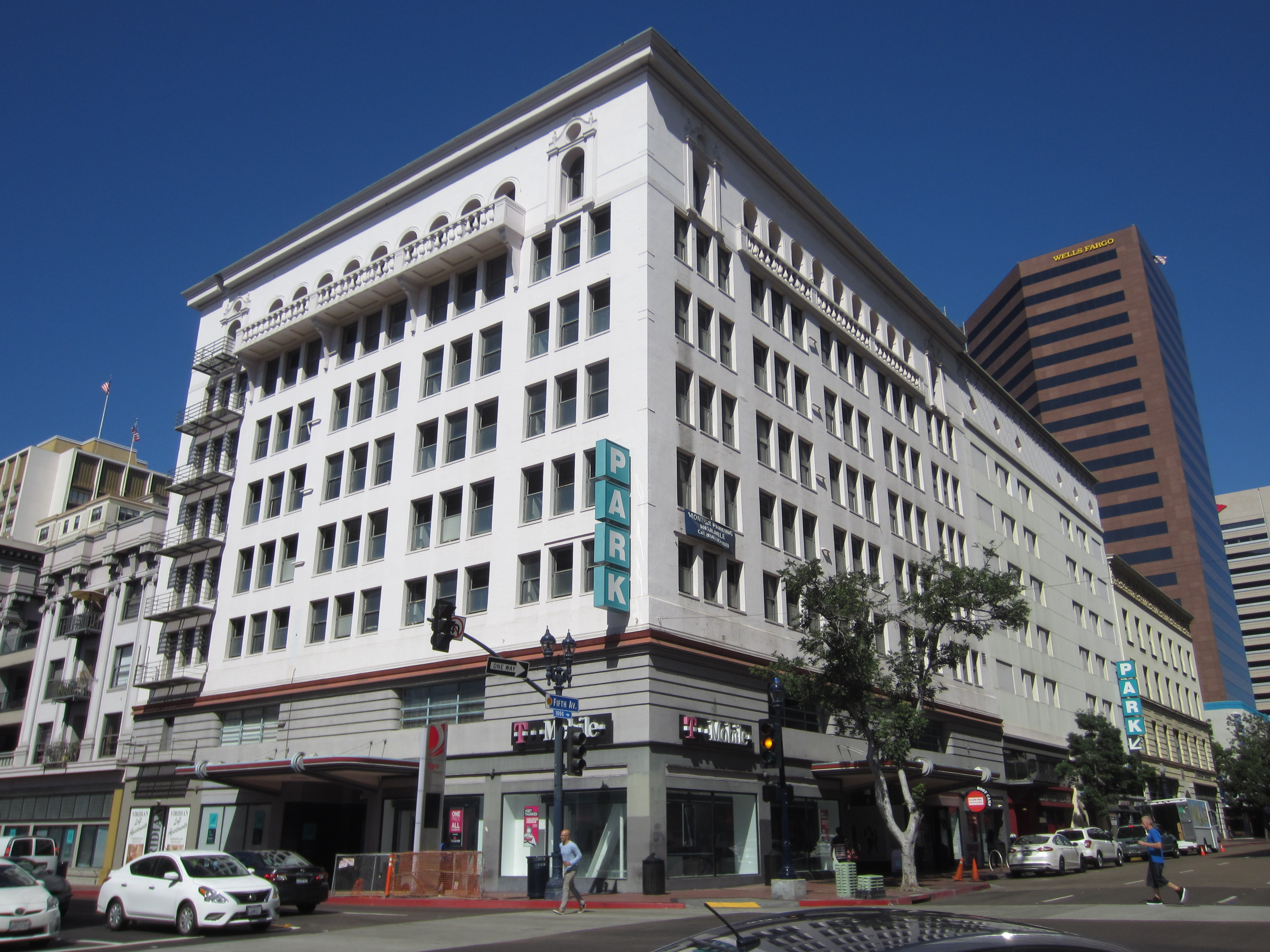
De tweede vestiging van Holzwasser op de noordwesthoek van 5th Street en Broadway werd in 1919 speciaal gebouwd om het warenhuis te huisvesten. Tot 1933 was het bedrijf hier actief. In 1935 werd het de eerste winkel van de nieuwe winkel Walker Scott, die zou uitgroeien tot een keten.

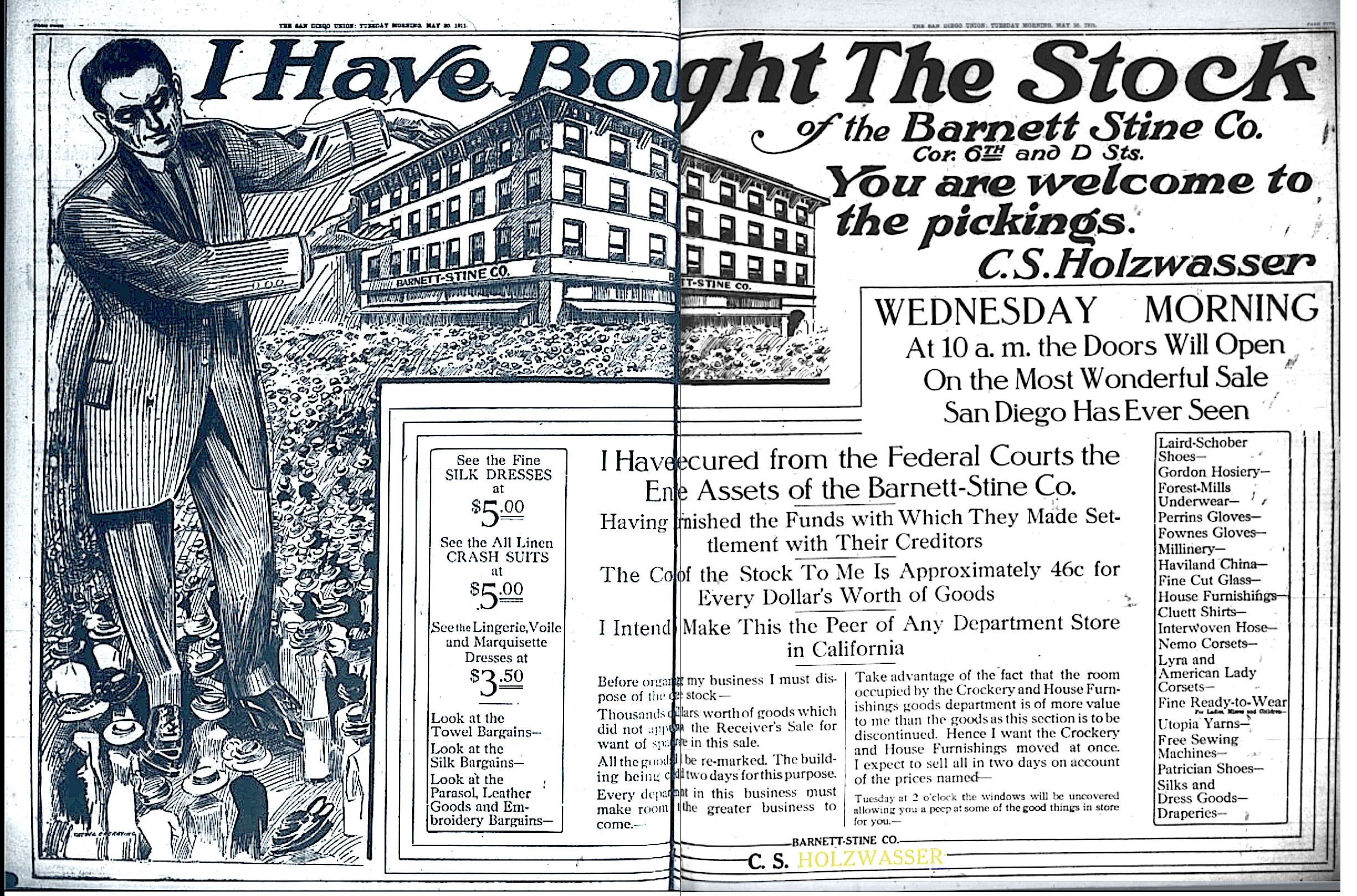
De oorspronkelijke locatie van Holzwasser op de noordoostelijke hoek van 6th Street en Broadway, zoals te zien in een advertentie toen het bedrijf in mei 1911 voor het eerst als bedrijf van start ging, nadat het de activa van Barnett-Stine had overgenomen.

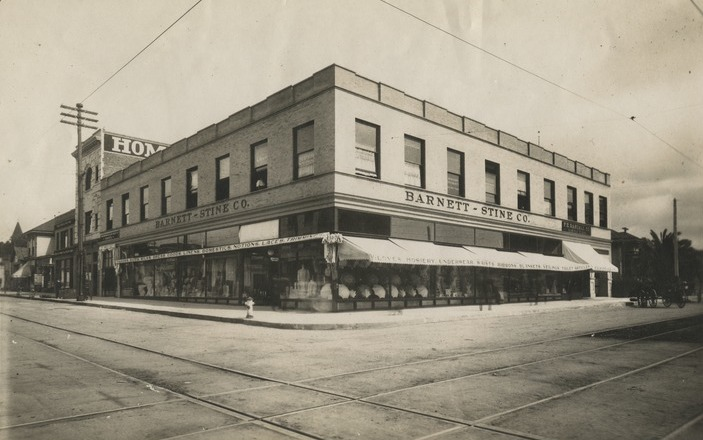
De eerste vestiging van Holzwasser voordat deze werd geopend; toen was het nog Barnett-Stine Co. en telde het slechts twee verdiepingen. Er zouden nog twee verdiepingen worden toegevoegd. Rond 1910

Holzwasser's was een groot Amerikaans warenhuis. Het bedrijf was van 1911 tot 1933 gevestigd in het winkelgebied van Downtown San Diego, langs Broadway en Fifth en Sixth Avenue.

## Geschiedenis
De eerste vestiging van Holzwasserwerd rond 1906-1908 gebouwd op de noordoosthoek van 6th en Broadway door "Colonel" Ed Fletcher met Frank Salmans. Het pand was  ontworpen door architect Edward Quayle van de Quayle Brothers. Oorspronkelijk was het een gebouw met twee verdiepingen waarin het warenhuis Barnett-Stine Co. was gevestigd. Later werden er nog twee verdiepingen aan toegevoegd. Barnett-Stine ging in 1911 failliet, waarna Holzwasser's zich er vestigde. Het pand staat nu bekend als het Colonel Fletcher Building en werd rond 2005 gerenoveerd door Champion Development Group.  
In 1919 bouwde Holzwasser een nieuw gebouw om zijn winkel in Spaanse koloniale stijl te huisvesten, naar een ontwerp van de architect John Terrel Vawter. Het werd geopend in 1920.

### Einde
Holzwasser ging in 1933 failliet.
In 1935 opende Walker Scott, een samenwerkingsverband van de heren Walker en Scott van de Fifth Street Store in Los Angeles en Walker's Long Beach, in het gebouw. Dit zou het vlaggenschip worden van een keten van warenhuizen in San Diego County en daarbuiten.